# Südlicher Felsenpython
Der Südliche Felsenpython (Python natalensis) ist eine Schlangenart aus der Familie der Pythons (Pythonidae) und wird dort in die Unterfamilie der Pythons gestellt. Er wurde lange als Unterart des Nördlichen Felsenpythons (Python sebae) betrachtet und erst 1999 als eigene Art anerkannt. Mit gesicherten Längen über fünf Meter gehört der Südliche Felsenpython zu den größten Schlangen der Welt. Sein Verbreitungsgebiet umfasst tropische und subtropische Teile von Zentral- bis Südafrika. Die Art bewohnt überwiegend offene Savannenlandschaften in nicht zu großer Entfernung von Gewässern. Als Kulturflüchter meidet er menschliche Siedlungen und wird nur gelegentlich auf mäßig intensiv bewirtschafteten Plantagen angetroffen.
Die Nahrung besteht je nach Größe der Pythons aus kleinen bis mittelgroßen, sehr selten auch großen Wirbeltieren. Erwachsene Tiere fressen häufig kleine Antilopen. In Extremfällen werden auch über 25 Kilogramm schwere Beutetiere wie halbwüchsige Impalas, Wasserbock-Kitze und kleinere Geparde erbeutet. Der Python tötet seine Beute durch Erwürgen.
Südliche Felsenpythons sind wie alle Arten der Gattung Python eierlegend (ovipar) und zählen zu den Arten, bei denen die Weibchen die Bebrütungstemperatur nicht durch Muskelzittern, sondern durch tägliches Sonnen aufrechterhalten. Aufgrund direkter Verfolgung und Habitatzerstörung ist die Art in vielen Bereichen ihres Verbreitungsgebietes zurückgegangen, gilt laut IUCN aber noch als ungefährdet.

## Beschreibung
Juvenile Tiere sind recht schlank gebaut, adulte Südliche Felsenpythons haben jedoch einen sehr kräftigen Körper. Der breite, große Kopf ist deutlich vom Hals abgesetzt. Die Schnauze ist gegen die Spitze hin abgerundet. Hier sitzen die Nasenlöcher schräg zwischen Kopfoberseite und Kopfseite auf. Der Greifschwanz macht bei Weibchen etwa 11 % und bei Männchen bis über 13 % der Gesamtlänge aus. Aftersporne sind bei Männchen größer ausgebildet als bei Weibchen.

### Beschuppung

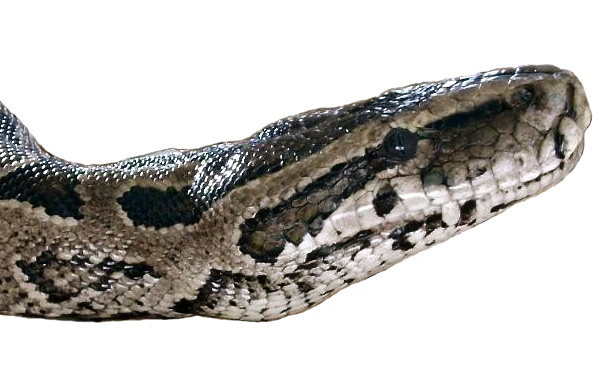
Die Kopfseite ist bei dieser Art kontrastärmer gezeichnet als beim Nördlichen Felsenpython

Dem großen Paar Internasalia (Zwischennasenschilde) folgen zwei große Paare Präfrontalia (Vorstirnschilde). Die übrige Kopfoberseite ist charakteristischerweise mit kleinen, unregelmäßigen Schuppen bedeckt. So sind die Frontalia (Stirnschilde), im Gegensatz zum Nördlichen Felsenpython, in viele Einzelschuppen geteilt und nicht mehr als solche erkennbar. Auf der Seite des Kopfes finden sich viele kleine Lorealia (Zügelschilde). Ihre Anzahl ist geringer als beim Nördlichen Felsenpython. Um das Auge liegt ein Ring aus 8 bis 13 Circumorbitalia (augenumfassende Schilde). Davon sind die Supraocularia (Überaugenschilde) im Unterschied zur anderen Art in zwei bis drei Einzelschilde geteilt. Es sind ein oberes großes und ein bis zwei kleinere untere Präocularia (Voraugenschilde) ausgebildet, drei bis vier Postocularia (Hinteraugenschilde) und meist drei Infraocularia. Das auch von oben sichtbare Rostrale (Schnauzenschild) trägt zwei tiefe Labialgruben. Von den 10 bis 16 Supralabialia (Oberlippenschilde) besitzen die zwei vordersten eine Labialgrube. Es gibt 17 bis 24 Infralabialia (Unterlippenschilde), wovon die ersten 4 bis 6 schwach erkennbare Labialgruben tragen.
Die Anzahl der Ventralia (Bauchschilde) variiert je nach Herkunft der Individuen zwischen 260 und 291, die Anzahl der dorsalen Schuppenreihen in der Körpermitte zwischen 78 und 99. Von der Kloake bis zur Schwanzspitze finden sich 63 bis 84 paarige Subcaudalia (Schwanzunterseitenschilde).

### Färbung
Die Grundfarbe reicht von hellbraun, orange, olivgrün bis gräulich. Die Körpermusterung ist sehr variabel. Im vorderen Körperdrittel sind große, tendenziell rechteckförmige, dunkelbraune, schwarzgerandete Sattelflecken vorhanden, die im weiteren Verlauf Richtung Schwanz fusionieren und ein durchgehendes dunkles Rückenband ausbilden. Auf diesem dunklen Band verlaufen am Rande zu den Flanken hin und entlang der Wirbelsäule helle Flecken. Letztere verschmelzen auf der hinteren Körperhälfte zu langgezogenen Streifen. Die dunkle Rückenmusterung wird ringsum durch eine dünne, eher undeutliche helle Aussparung von der Grundfarbe abgegrenzt. Entlang der Flanken befinden sich große, schmale dunkelbraune Flecken mit teilweise aufgehellten Zentren. In der hinteren Körperhälfte verschmelzen die Flankenflecken häufig untereinander und mit der Rückenmusterung. Bei etwa 25 % der Tiere bleibt zwischen der dunklen Musterung der Schwanzoberseite zentral ein langer, hellbraun-streifenförmiger Bereich frei. Bei 50 % ist dieser Bereich unterbrochen und bei 25 % fehlt er komplett. Am weißlichen Bauch finden sich vereinzelt schwarze Flecken, auf der Schwanzunterseite werden sie zahlreicher.
Der Kopf des Südlichen Felsenpythons ist generell weniger kontrastreich gefärbt und die Musterung spärlicher ausgebildet als beim Nördlichen Felsenpython. Die hellbraune bis blassrosa gefärbte Kopfoberseite trägt ein pfeilspitzenförmiges dunkelbraunes Muster, das von der Nase über die Augen bis zum Nacken zieht und in seiner Mitte einen hellen Punkt einschließt. Auf der Seite des Kopfes zieht ein dünner dunkler Streifen hinter dem Nasenloch zum Auge hin. Auf der Oberlippe unterhalb des Auges liegt ein kleines dunkles Dreieck. Es ist typischerweise reduziert oder in wenige kleine Flecken zerstückelt. Hinter dem Auge läuft ein dunkles, in der Breite nur etwa dem Augendurchmesser entsprechendes Band bis zum hinteren Maulrand. Dieses Band kann in seinem Zentrum deutlich aufgehellt sein. Die weiße Kopfunterseite ist auf der Unterlippe und auf der Kehle mit wenigen kleinen Flecken gemustert. Auch die übrige Kopfunterseite trägt gewöhnlich einige dunkle Flecken.
Die Iris ist dunkelbraun und von der schwarzen Pupille kaum abgrenzbar.

### Länge
Südliche Felsenpythons erreichen durchschnittlich eine Gesamtlänge zwischen 2,8 und 4 Meter. Tiere mit einer Gesamtlänge von über 4,6 Meter sind bereits sehr selten. Hinsichtlich Körperlänge und -gewicht ist bei dieser Art ein Geschlechtsdimorphismus vorhanden: Weibchen sind im Mittel deutlich größer und schwerer als Männchen. Von 75 in Südafrika untersuchten Tieren hatte das längste Weibchen eine Gesamtlänge von 4,34 Meter und wog 53,4 Kilogramm. Das größte Männchen maß gesamthaft 4,23 Meter und wog 31,1 Kilogramm. In der Vergangenheit wurden wiederholt massiv überdehnte Häute für Längenrekorde benutzt. Gut belegt ist nur ein Lebendexemplar mit 5,56 Meter Gesamtlänge. Es wurde im ehemaligen Königreich Zululand gefangen, von FitzSimons (1930) vermessen und im Schlangenpark von Port Elizabeth ausgestellt. Der bisher offenbar längste seriös vermessene Südliche Felsenpython stammt aus dem ehemaligen Transvaal und hatte laut Branch & Haacke (1980) eine Gesamtlänge von 5,8 Meter.

## Verbreitungsgebiet

Verbreitungsgebiet des Südlichen Felsenpythons (rot) und des Nördlichen Felsenpythons (grün) und Überschneidungsgebiete (gelb)

Das Verbreitungsgebiet des Südlichen Felsenpythons reicht auf dem afrikanischen Kontinent vom Äquator südlich bis nach Südafrika. In Zentralafrika ist die Art in Süd-Angola, im südöstlichen- und östlichen Teil der Demokratischen Republik Kongo und in Sambia vertreten. In Ostafrika findet man diesen Python in Kenia, Süd-Tansania, Burundi, Malawi, Mosambik und Simbabwe. Im südlichen Afrika erstreckt sich sein Vorkommen von Nord-Namibia über Botswana, Eswatini bis in den südöstlichen Teil von Südafrika. In der Provinz Ostkap in Südafrika lebt die südlichste Population. Sie ist vollständig isoliert und rund 350 Kilometer von anderen Populationen entfernt. Eine weitere offenbar isolierte Population findet sich im Kalahari-Gemsbok-Nationalpark des südafrikanischen ZF-Mgcawu-Distrikts, welche möglicherweise Verbindungen zu einer vermutlich ebenfalls isolierten Population in Süd-Namibia besitzt. Die Art fehlt in den ariden Gebieten im Westen und Süden von Namibia und Botswana und in der westlichen Hälfte von Südafrika.
Es wird vermutet, dass sich der Südliche Felsenpython einst nordwärts entlang des westlichen und östlichen Tales des Großen Afrikanischen Grabenbruchs in vom Nördlichen Felsenpython dominierte Areale ausgebreitet hat. In Kenia existiert 40 Kilometer nordwestlich von Mwingi heute immer noch ein Gebiet der Überschneidung der Art mit einer Population des Südlichen Felsenpythons. Auch in Burundi und im Osten der Kivu-Provinz der Demokratischen Republik Kongo sind Reliktpopulationen vorhanden. In Tansania überlappen sich die Verbreitungsgebiete der beiden Arten auf etwa 900 Kilometer extensiv. In Angola weisen bisherige Untersuchungen auf eine vollständige räumliche Trennung der beiden Arten hin.

## Lebensraum
Der Südliche Felsenpython bewohnt überwiegend offene Savannen. Daneben lebt er auch im Dickicht entlang von Küsten, auf Grasland, in offenen Waldgebieten, in felsigem Hügelland und teilweise sogar in Halbwüsten. Dabei ist er besonders häufig in der Nähe von permanenten Gewässern wie Flüssen und Seen anzutreffen. In der Provinz Haut-Katanga der Demokratischen Republik Kongo wird er auf dem Kundelungu-Plateau auf 1750 Meter über Meer gefunden. Im Nyanga-Distrikt von Simbabwe und möglicherweise auch in Kenia und Tansania erreicht er Höhenlagen von 2000 Meter über Meer. In Kenia und Nord-Tansania, wo sich die Verbreitung des Südlichen- und Nördlichen Felsenpythons überschneiden, ist die südliche Art primär in höheren Lagen präsent. Als weitgehender Kulturflüchter meidet der Südliche Felsenpython menschliche Siedlungen und intensiv landwirtschaftlich genutzte Flächen. Auf mäßig intensiv genutzten Plantagen macht er jedoch immer wieder Jagd auf Nagetiere. Zudem wird er gelegentlich durch Viehgeruch auf Farmen gelockt.
Untersuchungen haben gezeigt, dass das Verbreitungsgebiet dieses Pythons unter anderem durch zu kühle Umgebung beschränkt wird, da zu niedrige Temperaturen den Bruterfolg erheblich limitieren. So könnten Südliche Felsenpythons in kühleren Regionen zwar theoretisch überleben, sich jedoch nicht erfolgreich fortpflanzen. In vielen eher kargeren und klimatischen Schwankungen unterworfenen Gebieten ist das Vorkommen dieses Pythons zudem oft an die Präsenz von Erdferkeln, Warzenschweinen und Stachelschweinen gebunden, da deren Erdhöhlen ein optimales Mikrohabitat für die Art bilden.

## Verhalten

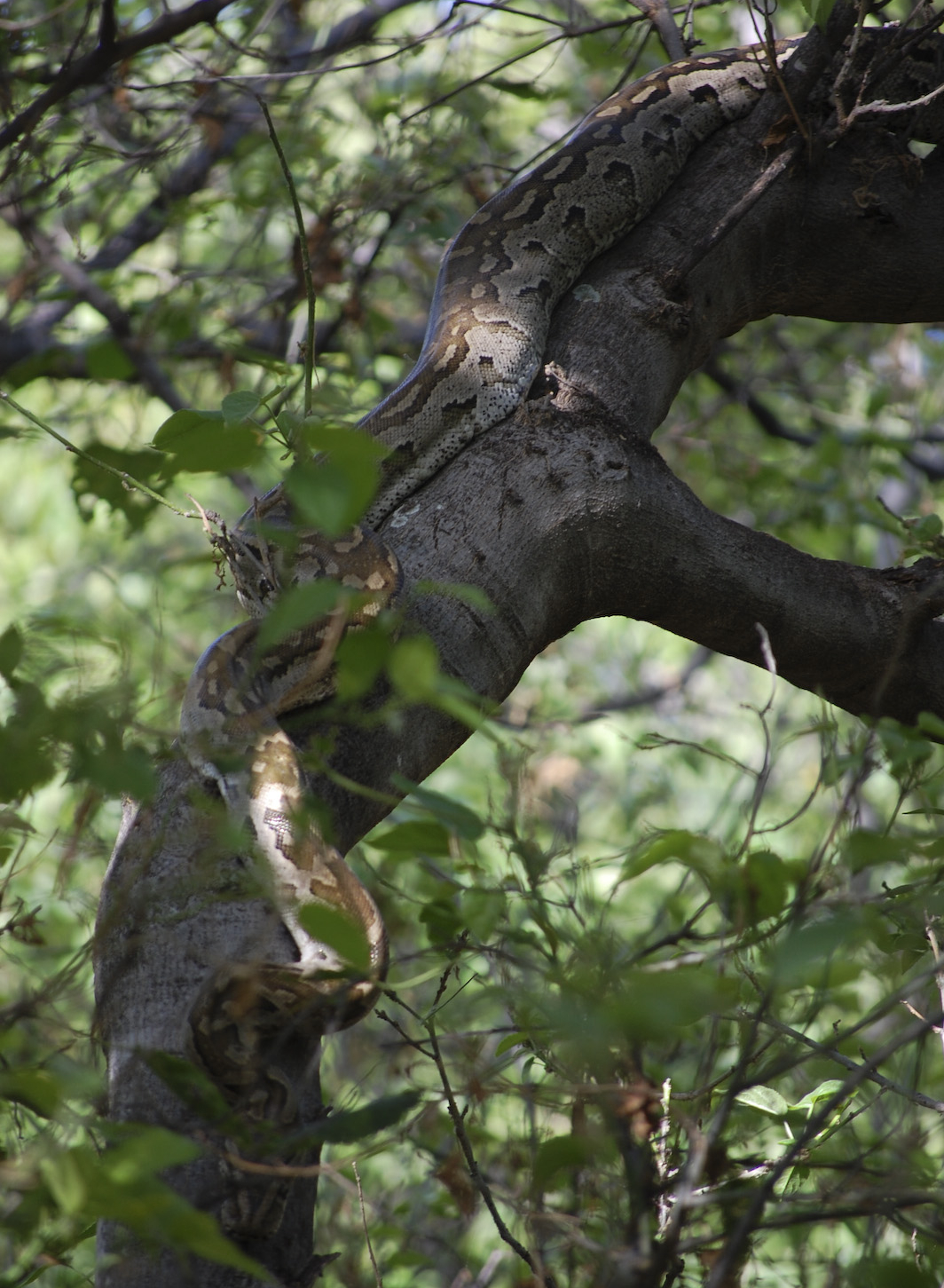
Südlicher Felsenpython gut getarnt im Geäst. Mashatu-Wildreservat, Botswana

Der Südliche Felsenpython ist eine vorwiegend bodenbewohnende Schlange, die sich auf dem Untergrund gemächlich bis zügig und in gerader Linie fortbewegt. Er gilt generell als sehr bewegungsfreudig. In Südafrika konnte mittels Peilsender nachgewiesen werden, dass adulte Individuen in wenigen Tagen Strecken von fünf Kilometern zurücklegen können und über ein ganzes Jahr hinweg ein Areal von mehr als 500 Hektar nutzen.
Als exzellenter Kletterer hält er sich oft auch im Geäst von Büschen und Bäumen auf, um zu ruhen oder Beute aufzulauern. Für Letzteres verharrt er teilweise über Stunden von einem Ast hängend in angespannter Lauerhaltung, bis unter ihm ein Beutetier vorbeiläuft.

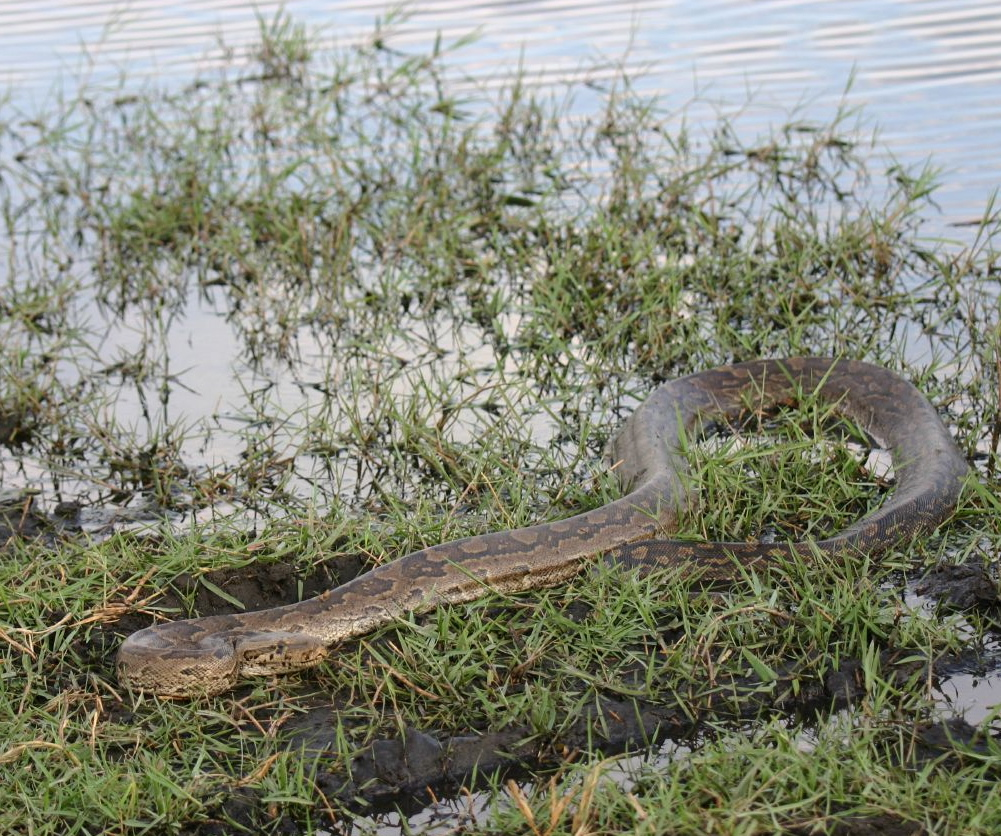
Südlicher Felsenpython am Ufer des Cuando in Botswana

Südliche Felsenpythons sind zudem gute Schwimmer, die sich teilweise über längere Perioden im Wasser aufhalten. Dabei tauchen sie gelegentlich über zwei Meter tief und können für mindestens 15 Minuten ohne Luft auskommen. Oft liegen sie auch an seichten Stellen am Ufer, wobei nur ihre Nasenlöcher und Augen über die Wasseroberfläche ragen. Aus dieser gut getarnten Position lauern sie häufig Beute auf, die sich zum Trinken ans Wasser begibt. Zumindest in Südafrika bewohnen die Südlichen Felsenpythons zwar Gebiete mit Gewässernähe, die Neigung zum Schwimmen ist unter den einzelnen Individuen aber unterschiedlich stark ausgeprägt. Nur durchschnittlich 3 % der Tage eines Jahres wurden von 24 untersuchten Tieren im Wasser verbracht. Das Baden unterlag dabei keinem saisonalen Trend. Um den durch das Wasser im Mittel auf 20 °C abgekühlten Körper zu wärmen, wurden von den Pythons über diese Zeit praktisch täglich sonnenexponierte Stellen an Land aufgesucht.
Juvenile Tiere leben aufgrund zahlreicher Raubfeinde vordergründig im Verborgenen, während adulte Tiere sich oft täglich über viele Stunden an exponierten Stellen aufhalten. Als Versteck- und Ruheplätze wählt die Art unter anderem Baumkronen, Gebüsch, hohes Gras, hohle Baumstämme, verlassene Höhlen von Erdferkeln, Warzenschweinen und Stachelschweinen, tiefe Felsspalten, unbewohnte Termitenhügel und Ufervegetation.
Südliche Felsenpythons sind sowohl tag- als auch nachtaktiv, wobei sie nachts meist die intensiveren Aktivitätsmuster zeigen. Die tageszeitliche Aktivität hängt allerdings eng mit der Umgebungstemperatur zusammen. In Südafrika, wo deutliche jahreszeitliche Temperaturunterschiede auftreten, ist die Art im Frühling sowohl am Tag als auch in der Nacht aktiv. Diese günstigen Temperaturen fördern ihre Bewegungsfreudigkeit und den Paarungstrieb. Mit zunehmender Hitze im Sommer beschränkt sich ihre Aktivität zunehmend auf die mildere Nacht; der Tag wird in schattigen, kühlenden Verstecken verbracht. Gegen Herbst werden die Temperaturen wiederum für tägliche und nächtliche Aktivitäten günstig. Um über die kühlen Wintermonate fasten zu können, intensivieren sie in dieser Zeit die Futtersuche. Im kühlen Winter ziehen sich die Pythons in klimatisch günstigere Höhlen zurück und verlassen sie meist nur um die warme Mittagszeit, um sich an der Sonne für etwa zwei Stunden zu wärmen. Teilweise verharren sie auch, bei stark eingeschränkter Aktivität, bis zu eine Woche durchgehend im Untergrund.
In Südafrika werden an mehr als der Hälfte der klimatisch günstigen Tage im Jahr, davon insbesondere im Herbst und Winter, aktiv Plätze zum Sonnen aufgesucht. Hierzu legen sich die Pythons morgens an die Sonne und streben meist eine bemerkenswert einheitliche, geschlechtsunabhängige und nur gering saisonspezifische Ziel-Körpertemperatur von rund 32 °C an. Um nicht zu überhitzen, wechseln sie dann in eine schattige Position ins Gras oder unter sonstige Vegetation und nehmen manchmal eine Lauerposition ein. Je nach Sonneneinstrahlungsdauer pendeln sie dann teilweise mehr als fünfmal und über eine Periode von mehr als vier Stunden zwischen Sonnen- und Schattenplätzen und erhalten so ihre Körpertemperatur aufrecht.
Ausnahmen bilden jedoch beuteverdauende Pythons wie auch trächtige und brütende Weibchen, die sich noch länger am Stück der Sonne aussetzen und hierdurch eine signifikant höhere Ziel-Körpertemperatur von zirka 35 °C erreichen. Generell heizen Südliche Felsenpythons zweimal so schnell auf, wie sie abkühlen. Kleine Pythons mit einer Gesamtlänge von einem Meter erwärmen sich ungefähr zweimal so schnell wie sehr große Tiere mit Gesamtlängen von 4 Metern. Dennoch ist die Aufheizperiode für große Tiere immer noch hinreichend kurz, dass nur ein kleiner Teil des Tages mit Sonnen verbracht werden muss. So benötigen adulte Tiere auch im Winter weniger als zwei Stunden, um ihren teilweise deutlich unter 15 °C kalten Körper auf die angestrebten 32 °C zu erwärmen.

## Ernährung

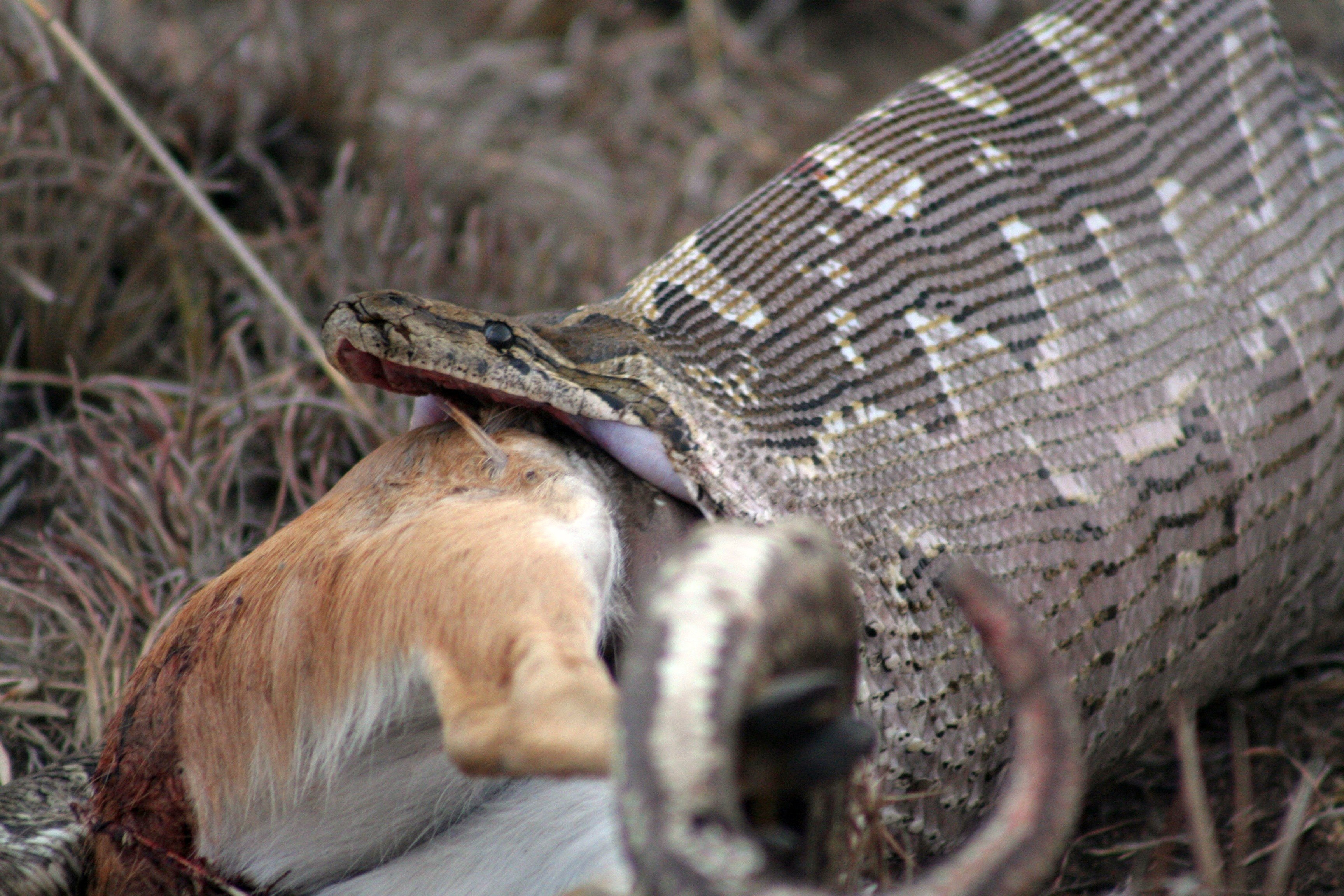
Südlicher Felsenpython verschlingt ein junges Steinböckchen. Sabi Sands Wildreservat, Südafrika

Die Nahrung des Südlichen Felsenpythons besteht hauptsächlich aus gleichwarmen Tieren. Junge Individuen erbeuten häufig kleine Vögel und Mäuse, selten auch Eidechsen und Frösche. Zu den häufigsten Beutetieren subadulter und adulter Südlicher Felsenpythons gehören afrikanische Klippschliefer, Echte Hasen, Springhasen, Rohrratten und andere Nagetiere, Jungtiere von Vertretern Echter Schweine, Katzen, Schakale, kleine Affen wie Südliche Grünmeerkatzen, bodenbewohnende Vögel und kleine Antilopen wie Kronenducker, Blauducker, Sharpe-Greisböcke und Impala-Kitze. Gelegentlich werden zudem schwierig zu erbeutende Stachelschweine konsumiert. In seltenen Fällen werden auch Fische wie Buntbarsche, Warane, kleine Nilkrokodile, Enteneier und sogar Aas verschlungen. Individuen mit einer Gesamtlänge von 4 Meter sind in der Lage, Beute von 25 Kilogramm zu verschlingen. Von sehr großen Südlichen Felsenpythons werden daher in seltenen Fällen auch junge Sitatunga, junge Buntböcke, junge Nyala, kleine Riedböcke, Wasserbock-Kitze, Afrikanische Wildhunde und kleinere Geparde gefressen.
Ausnahmsweise werden auch sehr große Beutetiere gefressen. So hat ein Südliches Felsenpythonweibchen mit einer Gesamtlänge von 4,7 Meter und einem Gewicht von 37 Kilogramm einen beinahe gleich schweren, halbwüchsigen Impala-Bock von 35 Kilogramm verschlungen. Es ist auch ein Fall belegt, wo ein Individuum mit einer Gesamtlänge von 4,88 Meter eine 59 Kilogramm schwere Impala erbeutet hat.
Für die Futtersuche wandern auch adulte Südliche Felsenpythons oft umher. Noch häufiger legen sie sich aber auf die Lauer und passen ihre Beute im Geäst, am Ufer von Gewässern oder versteckt am Rande eines Wildpfades ab. Wie alle Riesenschlangen verbeißt sich der Südliche Felsenpython dann in die Beute und erstickt diese durch Umschlingen. Für proportional kleine Beute werden dazu eine, für größere zwei und für sehr große bis zu 5 Umwicklungen gemacht, wobei im letzten Fall der gesamte Körper einbezogen wird. Danach wird die Beute meist Kopf voran verschlungen, was teilweise mehr als 1,5 Stunden in Anspruch nimmt. Das Verschlingen von Stachelschweinen und gehörnten Antilopen führt nicht selten zu Wunden. So wurden schon mehrere Individuen beobachtet, denen Hörner die Speiseröhre, den Rippenbogen und die Haut durchstachen. Diese großen Wunden heilten jedoch in den meisten Fällen komplett und ohne Folgen.

## Fortpflanzung
In Zentralafrika werden Paarung und Eiablage über das ganze Jahr hinweg beobachtet. Weiter südlich wird die Reproduktion zunehmend saisonabhängig. In Südafrika liegt die Paarungszeit anschließend an den kühlen Winter von Ende Juni bis Anfang September. Empfängliche Weibchen verhalten sich in dieser Zeit sehr aktiv und legen weite Strecken zurück. Männchen lokalisieren empfängliche Weibchen, indem sie ihren Pheromonspuren auf dem Boden folgen. Bis zu 12 Männchen wurden schon gleichzeitig beim Verfolgen eines Weibchens gesichtet. Dabei zeigten die Konkurrenten untereinander keinerlei Aggressionen. Gefangenschaftsbeobachtungen zufolge kriecht das dominierende Männchen während der Annäherungsperiode wiederholt von hinten über die Partnerin. Dabei drückt es sich an ihren Körper, versucht sie im Nackenbereich sanft mit der Schnauze zu stupsen und schmiegt seinen Schwanz seitlich an den ihrigen. Sofern das Weibchen paarungswillig ist, hebt es seinen Schwanz an und öffnet die Kloake. Dann folgt die 54 bis 173 Minuten dauernde Kopulation. Trächtige Südliche Felsenpythonweibchen wärmen sich im Vergleich zu nichtreproduktiven Tieren viel häufiger an der Sonne und streben dabei deutlich höhere Ziel-Körpertemperaturen von zirka 35 °C an.

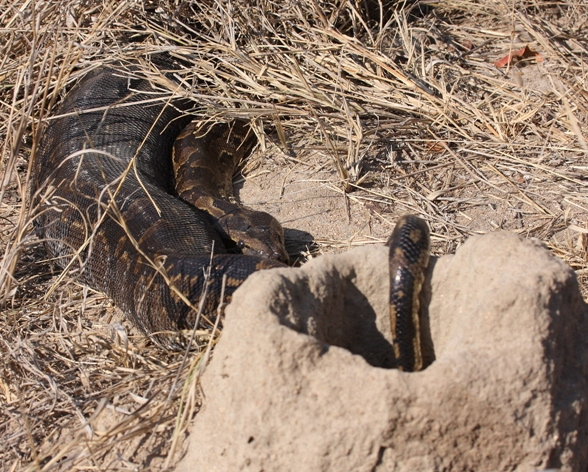
Weibchen werden während der Trächtigkeit und der Brutzeit nahezu schwarz und neigen zu intensivem Sichsonnen (Kruger-Nationalpark, Südafrika)

In Südafrika sucht sich das Weibchen nach einer Tragzeit von zirka zwei Monaten am Anfang der feuchten und heißen Jahreszeit von September bis Dezember einen Eiablageplatz. Hierzu dienen unter anderem leere Bauten von Erdferkeln, Warzenschweinen oder Stachelschweinen, verlassene Termitenhügel und tiefe Felsspalten. Bei der Eiablage von 14 Weibchen wurden zwischen 17 und 74 Eier, im Mittel 30 Eier, gezählt. Die Anzahl der Eier ist von Größe und Verfassung des Weibchens abhängig und kann selten auch bis gegen 100 Eier betragen. Diese 62–92 × 53–64 Millimeter messenden und 114 bis 149 Gramm wiegenden, klebrigen, weißlichen Eier werden sodann vom Weibchen umringelt und zu einem Turm von 45 bis 60 Zentimeter Durchmesser und einer Höhe von bis zu 30 Zentimeter geformt.
Bruterfolg und Brutdauer hängen stark von einer relativ konstanten Inkubationstemperatur über 28 °C ab. Da die Bruthöhlentemperatur zumindest in Südafrika auch tagsüber meist unter dem Sollwert liegt, muss die Inkubationstemperatur aktiv erhöht werden. Im Gegensatz zu einigen weiteren Vertretern der Gattung Python können Südliche Felsenpython-Weibchen die Bruttemperatur nicht durch Muskelzittern erhöhen. Stattdessen verlassen sie in der Regel zweimal am Tag das Gelege, um ihren Körper an der Sonne auf zirka 35 °C – gelegentlich sogar bis unter die Letalitätsschwelle bei über 40 °C – aufzuheizen. Sofort kehren sie dann wieder zu ihrer Brut zurück, um die gewonnene Körpertemperatur an die Eier und die Brutkammer abzugeben. Weil die Körperfarbe aus hormonellen Gründen bei brütenden Weibchen nahezu schwarz wird, funktioniert die Wärmeaufnahme in dieser Periode noch effizienter. Vereinzelt wurde auch schon beobachtet, wie Weibchen das Wasser aufsuchten, mit nassem Körper zum Nistplatz zurückkehrten und so aktiv ein feuchtes Klima in der Brutkammer unterhielten. Generell verhalten sich die exponierten Weibchen unverhältnismäßig scheu und kehren schon bei geringer Störung schützend zum Gelege zurück.

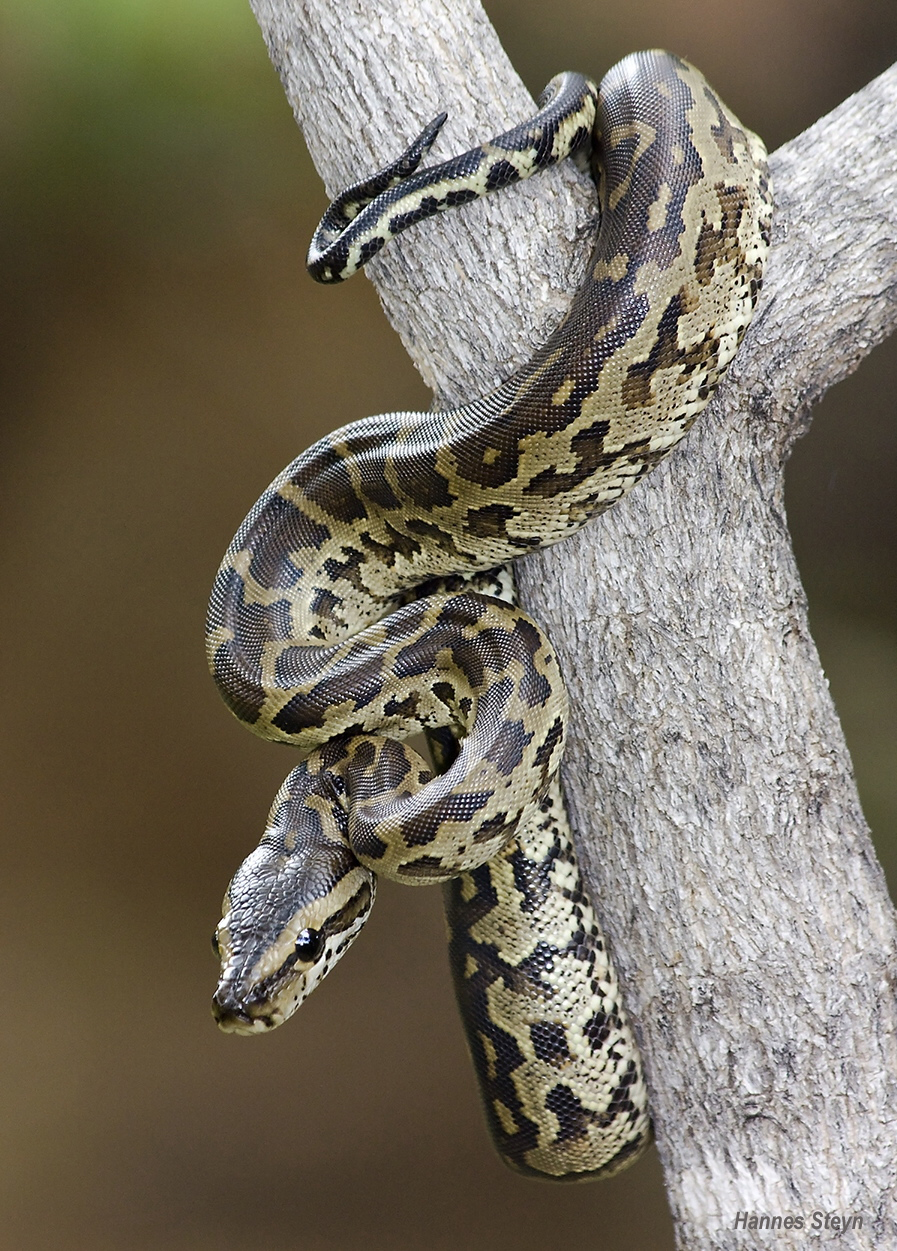
Frisch geschlüpftes Jungtier (Limpopo-Provinz, Südafrika)

In Gefangenschaft schlüpfen die Jungtiere nach einer inkubationstemperaturabhängigen Periode von 79 bis 110 Tagen. Die 48 bis 63 Zentimeter langen und 66 bis 77 Gramm schweren Jungschlangen sind heller und deutlicher gemustert als die adulten Tiere. Beobachtungen in Südafrika zufolge verbleiben Mutter und Jungtiere noch etwa zwei Wochen beim Nest. Tagsüber verlassen sie meist die Bruthöhle, um sich vor deren Eingang zu sonnen. Abends kehrt die Mutter zum Nest zurück und ringelt sich um die leeren Eierschalen. Die Jungtiere klettern alsdann in die Schlingen der Mutter und nutzen sie als Wärmespender. Es wird vermutet, dass diese Wärme zur besseren Verdauung des noch im Magen gespeicherten Eidotters hilft. Eine Schutzfunktion scheint die Mutter während des gemeinsamen Zusammenseins nicht mehr zu erfüllen; sie ist sogar ziemlich furchtsam und sucht bei Störung als erste die Höhle auf. Nach zirka 12 Tagen häuten sich die Jungtiere das erste Mal, ein, zwei Tage später verlassen sie das Nest dann endgültig.
Die Geschlechtsreife wird in Gefangenschaft mit 2,2 bis 6 Jahren bei einer Gesamtlänge um 2,5 Meter erreicht. In freier Wildbahn benötigt die Art wegen ungünstigerer Bedingungen teilweise vermutlich über 10 Jahre, bis sie geschlechtsreif wird.
Die Eiablage und die anschließende Brutzeit ist für Weibchen mit einem sehr hohen Energieaufwand verbunden. Bis zum Ende der Inkubationsperiode magern sie auf durchschnittlich 60 % ihrer ursprünglichen Masse ab. Die Reproduktion stellt folglich ein erhöhtes Mortalitätsrisiko dar. Ein schon vor der Reproduktion geschwächtes, gesamthaft 4,37 Meter langes und 42 Kilogramm schweres Weibchen wog nach dem Brüten nur noch 12 Kilogramm und starb wenige Zeit später. Um die ursprüngliche Körpermasse wieder zu erreichen, dauert es einige Monate. Aus diesem Grund legen Weibchen in der Natur oft nur jedes zweite oder dritte Jahr Eier.

## Alter und Lebenserwartung
Angaben zum Durchschnitts- und Maximalalter freilebender Individuen sind unbekannt. In Gefangenschaft werden Südliche Felsenpythons in der Regel 20 bis 25 Jahre alt.

## Fressfeinde und Parasiten
Zu den zahlreichen Nesträubern zählen Ratten, Mangusten, Schakale und Warane. Des Weiteren hat der Südliche Felsenpython besonders in seiner Jugend viele Feinde. Darunter beispielsweise Krokodile, Leoparden, Honigdachse, wiederum Mangusten und ophiophage Schlangen wie die Kap-Feilennatter (Mehelya capenis). Im vollgefressenen Zustand sind auch größere Pythons in ihrer Fortbewegung und Verteidigung limitiert und können unter anderem zur Beute von Hyänen und Afrikanischen Wildhunden werden. Gelegentlich werden diese Pythons auch von Wildschweinen und insbesondere Warzenschweinen attackiert, die ihre Jungen verteidigen wollen. Dabei sind schon Südliche Felsenpythons von 4 Meter Gesamtlänge getötet worden. Ansonsten scheinen große Tiere weitgehend gegen Prädatoren immun zu sein.
Wie die meisten anderen Schlangen werden Südliche Felsenpythons von einer Reihe Parasiten besiedelt. Zu den bisher beschriebenen Ektoparasiten zählen verschiedene Zecken und Milben. Unter den Endoparasiten wurden bislang in Eingeweiden und Blut diverse Protozoenarten, im Verdauungstrakt Bandwürmer (Cestoda) und Fadenwürmer (Nematoda) und im Lungengewebe Zungenwürmer (Pentastomida) der Art Armillifer nachgewiesen.

## Gefährdung
Einst noch zahlreich und weit verbreitet, ist der Südliche Felsenpython inzwischen an vielen Orten seines Verbreitungsgebietes seltener geworden. Seit Jahrzehnten wird dieser Python in zahlreichen Ländern seines Verbreitungsgebietes für die Lederindustrie gefangen und getötet, allerdings in geringerem Umfang als einige Pythonarten in Südostasien. Auch essen viele afrikanische Stämme sein offenbar nahrhaftes Fleisch und nutzen das Fett für ihre traditionelle Medizin. Vielen Bauern ist inzwischen zwar bewusst, dass Südliche Felsenpythons durch das Vertilgen von Schädlingen wie Rohrratten, Klippschliefer und Schakalen auf landwirtschaftlichen Anbauflächen eine bedeutende Funktion erfüllen, trotzdem werden diese Schlangen immer noch häufig aus Angst vor Nutztierverlusten getötet. Manchmal werden sie auch aus Furcht oder in Angst um kleine Kinder getötet. Zudem neigt dieser Python als tendenzieller Kulturflüchter dazu, aus vom Menschen immer dichter besiedelten Gebieten zu verschwinden und intensiv genutzte landwirtschaftliche Anbauflächen zu meiden. So hat beispielsweise das starke und abrupte Kahlschlagen für die Expansion von Zuckerrohrplantagen in Südafrika zu lokalen Ausrottungen geführt. In neuerer Zeit fällt im südlichen Afrika auch die Anzahl auf Straßen überfahrener Pythons immer mehr ins Gewicht. Zudem nimmt der großflächige Einsatz von Elektrozäunen für Weiden zu, wodurch immer mehr Todesfälle durch Stromschlag zu verzeichnen sind. Dieser anhaltende Trend wird als zukünftige Bedrohung für einzelne Populationen gesehen.
Die am Ostkap Südafrikas ansässige Population wurde als Folge intensiver Bejagung und Lebensraumzerstörungen bereits 1927 als ausgestorben befunden. In den folgenden Jahren wurden in diesem Gebiet zwar noch vereinzelt Individuen gesichtet, eine Erholung dieser angeschlagenen Population war jedoch nicht absehbar. Dank eines Wiederansiedlungsprojektes, durch welches zwischen 1980 und 1987 im Andries Vosloo Kudu Reservat 34 Südliche Felsenpythons ausgesetzt wurden, ist die Kap-Population inzwischen wieder wachsend. Seit die Art in ganz Südafrika 1988 gesetzlich unter Schutz gestellt wurde, haben hier zudem zahlreiche weitere Wiederansiedlungsbemühungen stattgefunden. Auch in zuvor noch nie von diesen Pythons bewohnten Arealen wurden teilweise erfolgreiche Auswilderungsversuche unternommen. In Namibia steht dieser Python sogar bereits seit 1975 präventiv unter Schutz, wodurch sich hier nie ein bedeutender Leder- und Lebendtierhandel etablieren konnte. Obwohl der Südliche Felsenpython in ländlichen Regionen Namibias auch heute noch relativ oft illegal getötet wird, sind seine Bestände in menschenfernen Arealen noch relativ hoch und sein großes Verbreitungsgebiet weitgehend erhalten geblieben.
Trotz des über das gesamte Verbreitungsgebiet gesehenen sichtbaren Rückgangs gilt der Südliche Felsenpython immer noch als weit verbreitet und besonders in einigen Wildtierreservaten als ziemlich häufig. Aus diesem Grund wird er von der IUCN als ungefährdet betrachtet und nicht geführt. Im Washingtoner Artenschutzübereinkommen gilt dieser Python jedoch als gefährdet, ist im Anhang II gelistet und unterliegt Handelsbeschränkungen.

## Systematik

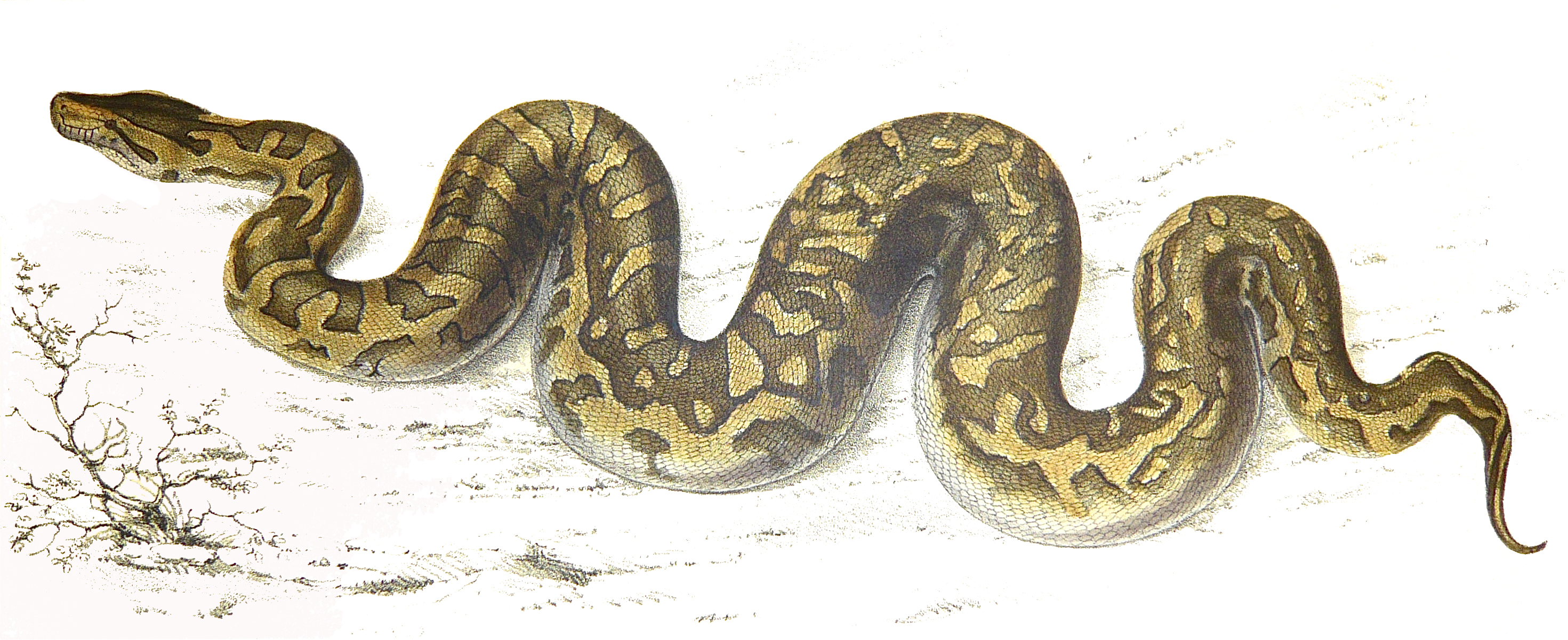
Bildtafel zur Erstbeschreibung (Smith, 1840)

Smith beschrieb die Art 1840 anhand südafrikanischer Exemplare aus der Nähe der Hafenstadt Durban, ehemals Port Natal. Der Südliche Felsenpython erhielt seinen wissenschaftlichen Namen Python natalensis aufgrund dieser Lokalität.
Die Verwandtschaftsbeziehungen zwischen den großen afrikanischen Pythons: Python sebae (Gmelin 1789), Python natalensis (Smith 1840) und Python saxuloides (Miller&Smith 1979) waren lange Zeit ungeklärt. Es mangelte an Belegexemplaren für die einzelnen Arten, insbesondere von Orten, wo sie in Sympatrie oder Parapatrie vorkommen. Daher wurden diese Pythons im 20. Jahrhundert größtenteils nur als eine monotypische Art anerkannt und unter dem Namen Python sebae geführt. Anhand einer großen Datensammlung grenzte Broadley 1984 Felsenpythons mit nördlicherem und südlicherem Verbreitungsgebiet voneinander ab, primär auf Basis der Fragmentierungsstärke der Kopfoberseitenschilder und auf Grund der Musterung der Kopfseite. Wegen allfälliger Hybridisierungen in Überschneidungsgebieten wies er den beiden Gruppen nur Unterartstatus zu und benannte die nördliche Form mit Python sebae sebae und die südliche Form mit Python sebae natalensis. Python saxuloides stellte sich als eine etwas abweichende kenianische Population von Python sebae natalensis heraus und wurde mit letzterer gleichgesetzt. 1999 wies Broadley den beiden Unterarten Artstatus zu, da neue präzisere Daten aus Gebieten mit extensiver Sympatrie in Burundi, Kenia und Tansania auf keinerlei Hybridisierungen hinwiesen. 2002 wurde jedoch von Mischformen in der Nähe der tansanischen Stadt Morogoro berichtet. Dennoch gilt die Einteilung in zwei separate Arten auf Grund der momentanen Datenlage noch als zutreffend. Es müssten weitere Belege für Hybridisierungen folgen oder eine genetische Analyse negativ ausfallen, um den Artstatus rückgängig zu machen.
Unter den Eigentlichen Pythons sind der Nördliche und der Südliche Felsenpython am nächsten verwandt mit dem in Süd- und Südostasien beheimateten  Heller Tigerpython und Dunkler Tigerpython. Dies geht aus einer neueren molekulargenetischen Untersuchung hervor, die den Nördlichen Felsenpython und den Tigerpython einschließt.

## Südlicher Felsenpython und Mensch

### Verhalten gegenüber Menschen
Wildlebende Südliche Felsenpythons sind normalerweise wenig aggressiv. Werden sie aufgeschreckt oder gestört, versuchen sie meist schnellstmöglich zu flüchten. Erst bei starker Bedrängnis verteidigen sie sich durch Abwehrbisse. Mit ihren scharfen, nach hinten gebogenen Zähnen können sie tiefe, infektiöse Wunden reißen. Durch in der Wildnis lebende Südliche Felsenpythons kommt es praktisch nie zu Unfällen. Trotzdem wurde ihnen wiederholt nachgesagt, Menschen attackiert oder gar getötet zu haben. Die meisten dieser Behauptungen haben sich bei genauer Nachforschung jedoch als grobe Übertreibungen und oft sogar als Angriffe vom Menschen auf den Python herausgestellt. Einzig ein Todesfall konnte bisher seriös belegt werden. Es handelt sich dabei um einen 13-jährigen, 1,3 Meter großen und 45 Kilogramm schweren Jungen, der 1978 im südafrikanischen Waterberg Distrikt beim Viehhüten von einem Südlichen Felsenpython mit einer Gesamtlänge von zirka 4,5 Meter attackiert und erstickt wurde. Es wird vermutet, dass der Geruch des weidenden Viehs und das plötzliche Erscheinen des Knaben zu einer Fehleinschätzung geführt und damit das Beutefangverhalten des Pythons ausgelöst haben.

### Kulturelles
Wegen ihrer Größe und ihrer als geheimnisvoll geltenden Lebensweise existieren unter Eingeborenenstämmen unterschiedliche Legenden und mancher Aberglaube über diese Pythons. Sie sind die Lieblingstiere zahlreicher Medizinmänner und werden von manchen Stämmen als Inkorporation der Seelen Verstorbener gesehen. Daher werden sie in vielen Teilen Afrikas weder gestört noch getötet.
Auf der anderen Seite werden Südliche Felsenpythons von gewissen Volksstämmen sehr gerne und in großen Mengen gegessen. In der Demokratischen Republik Kongo werden sie mit Speeren gejagt oder am Eingang ihrer Verstecke mit Schlingfallen gefangen. Besonders beliebt ist dabei auf Kohle gegrilltes Pythonsteak. Es gilt als dem Dorschfleisch ähnlich und als sehr schmackhaft, zart und aromatisch. Zudem wird das Pythonfett von vielen Eingeborenenstämmen äußerlich als Salbe gegen Rheuma und Brustbeschwerden verwendet und innerlich als Trank gegen verschiedenste Leiden eingenommen.